# Yayoi
Yayoi (弥生時代, yayoijidai) var en kultur i det antika Japan och en period av Japans historia som sträckte sig från 250 f.Kr. till 250 e.Kr. Yayoiperioden kännetecknas av ett inflöde av teknologier från det asiatiska fastlandet och omfattande invandring från dess olika delar. Nya arkeologiska resultat från norra Kyushu pekar mot att Yayoi-kulturens gryning kan ligga flera hundra år tidigare och ger stöd för ett massivt inflöde av jordbrukare från Korea till Japan, som överväldigade den inhemska jägare-samlare-populationen.

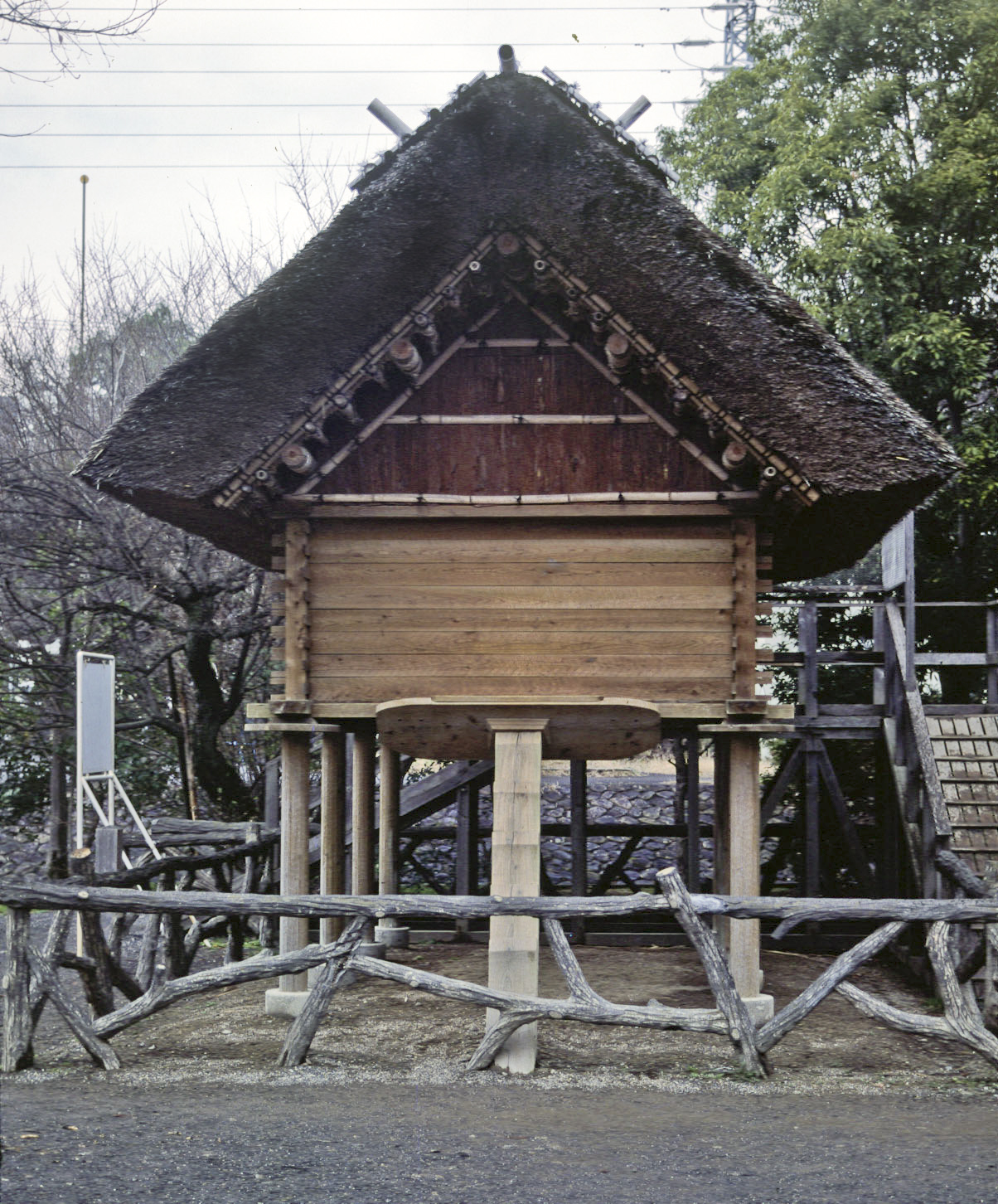
Återuppbyggd yayoibyggnad

Detta motsäger inte de halvt mytiska japanska krönikor som sätter 200 som året, då nyblivna änkekejsarinnan Jingo (神功皇后, Jingūkōgō) invaderade och erövrade Korea. Detta ledde bland annat till att från ett av de dåvarande tre koreanska kungadömena år 285 kom en grundligare introduktion av den kinesiska skriften än arkeologisk vittnesbörd av tidigare enstaka kanji-tecken visat på. Det skulle dock dröja ett bra tag tills de kom att användas till att skriva japanska med.
Under Yayoiperioden blev risodlingen utbredd och andra arkeologiska fynd vittnar om många olika lokala kulturer. Shintoismen uppkom under denna period.